# Episodi di Sailor Moon Sailor Stars

Lista degli episodi di Sailor Moon Sailor Stars (美少女戦士セーラームーン セーラースターズ?, Bishōjo senshi Sērā Mūn Sērā Sutāzu), quinta ed ultima serie dell'omonimo anime, trasposizione animata dei capitoli dal 50 al 60 del manga di Naoko Takeuchi. È stata trasmessa in Giappone su TV Asahi dal 9 marzo 1996 all'8 febbraio 1997.
In Italia il cartone animato è stato mandato in onda su Rete 4 dal 24 marzo al 1º maggio 1997 con il titolo Petali di stelle per Sailor Moon.
La serie ricopre l'ultimo arco narrativo del manga, Stars, ma anche l'ultima parte del precedente (Dream), sebbene con notevoli differenze.
La sigla originale di apertura è Sailor Star Song (セーラースターソング?) di Kae Hanazawa, in sostituzione di Moonlight densetsu rimasta invariata nelle precedenti quattro serie, mentre quella di chiusura è Kaze mo sora mo kitto… (風も空もきっと⋯? lett. "Sia il vento, sia il cielo, di sicuro…") di Arisa Mizuki, ad eccezione dell'ultimo episodio in cui è Moonlight densetsu delle Peach Hips.
La sigla italiana "Petali di stelle per Sailor Moon" è cantata da Cristina D'Avena.

## Lista episodi
| Nº       | Titolo italiano Giapponese 「Kanji」 - Rōmaji - Traduzione letterale | In onda           | In onda        |
| Nº       | Titolo italiano Giapponese 「Kanji」 - Rōmaji - Traduzione letterale | Giapponese        | Italiano       |
| 1 (167)  | Il ritorno di Nehellenia 「悪夢花を散らす時！闇の女王復活」 - Akumu hana o chirasu toki! Yami no joō fukkatsu – "Il momento in cui si spargono i fiori degli incubi! La regina dell'oscurità rinasce" | 9 marzo 1996      | 24 marzo 1997  |
| 1 (167)  | Setsuna si reca dal dr. Tomoe per prendere con sé la piccola Hotaru. Contemporaneamente una misteriosa presenza libera Nehellenia dalla prigionia, facendole anche sapere che Sailor Moon e Sailor ChibiMoon, che lei credeva morte, si sono in realtà salvate. In preda alla collera Nehellenia fa precipitare sulla Terra una pioggia di schegge di vetro. La pioggia interferisce con l'apertura del passaggio interdimensionale che Chibiusa stava aprendo per tornare nel futuro, mentre un'altra scheggia finisce nell'occhio di Mamoru. Altre schegge invece si trasformano in pericolosi mostri di vetro, ma vengono immediatamente affrontati da Sailor Uranus e Sailor Neptune, a cui si unisce anche Sailor Pluto e la piccola Hotaru che risveglia il proprio potere, aumentando anche quello delle guerriere del sistema solare esterno. Alla fine della lotta, Hotaru si mostra notevolmente cresciuta ed annuncia l'imminente pericolo in cui si trova Sailor Moon. |                   |                |
| 2 (168)  | Arriva Sailor Saturn 「サターンの目覚め！Ｓ１０戦士集結」 - Satān no mezame! Sērā 10 senshi shūketsu – "Il risveglio di Saturn! Le 10 guerriere Sailor si radunano" | 23 marzo 1996     | 25 marzo 1997  |
| 2 (168)  | A causa della scheggia di vetro nell'occhio, Mamoru inizia a comportarsi in modo strano, destando la preoccupazione di Usagi. Intanto Hotaru continua a crescere a vista d'occhio, fino ad una notte in cui le si presenta lo spirito di Sailor Saturn che risveglia completamente la sua coscienza e i suoi ricordi di guerriera, completando definitivamente la crescita del suo corpo. Sailor Moon e le altre guerriere si trovano a dover combattere con i mostri di vetro di Nehellenia e stanno per avere la peggio, quando in loro aiuto giungono Sailor Uranus, Sailor Neptune, Sailor Pluto e Sailor Saturn. L'unione dei poteri di tutte le guerriere permette a Sailor Moon di evolversi in Eternal Sailor Moon ed avere la meglio in battaglia. |                   |                |
| 3 (169)  | Attenti agli specchi! 「呪いの魔鏡！悪夢にとらわれた衛」 - Noroi no makyō! Akumu ni torawareta Mamoru – "Gli specchi magici della maledizione! Mamoru intrappolato in un incubo" | 13 aprile 1996    | 26 marzo 1997  |
| 3 (169)  | Per via delle schegge di vetro lanciate da Nehellenia sulla Terra, la popolazione inizia a comportarsi in modo sempre più strano, come sotto l'effetto di un maleficio, fino a che non vengono letteralmente "assorbiti" dagli specchi. Usagi capisce cosa sta succedendo ed identifica la figura che le era sembrato di vedere in uno specchio di Mamoru. Quando però si reca nell'appartamento del ragazzo, Usagi fa appena in tempo a vedere Nehellenia che trascina Mamoru nello specchio. |                   |                |
| 4 (170)  | Le amiche Sailor sono nei guai 「運命の一夜！セーラー戦士の苦難」 - Unmei no ichiya! Sērā senshi no kunan – "La sola notte del destino! Le difficoltà delle guerriere Sailor" | 20 aprile 1996    | 27 marzo 1997  |
| 4 (170)  | L'assoggettamento di Mamoru a Nehellenia crea un paradosso temporale per cui l'esistenza di sua figlia del futuro Chibiusa viene messa a rischio. Contro il parere delle sue compagne, Usagi decide di recarsi nel mondo di Nehellenia per salvare Mamoru. Non avendo scelta, anche le guerriere Sailor seguono Sailor Moon nel regno di Nehellenia, ma finiscono per rimanere ognuna separata dalle altre. Sailor Mercury e Sailor Uranus collaborano per combattere Nehellenia ma finiscono per essere catturate. Subito dopo Sailor Neptune e Sailor Mars seguono lo stesso destino. |                   |                |
| 5 (171)  | Battaglia senza fine 「愛ゆえに！果てしなき魔界の戦い」 - Ai yueni! Hateshinaki makai no tatakai – "Per amore! Battaglia senza fine nell'inferno" | 27 aprile 1996    | 28 marzo 1997  |
| 5 (171)  | Sailor Pluto e Sailor Venus che finiscono per essere le ennesime vittime di Nehellenia. Sailor Jupiter tenta di difendere Usagi, ipnotizzata da un incantesimo di Nehellenia, dai violenti attacchi della regina malvagia, finendo per essere catturata ella stessa. Tuttavia vedendo uno degli orecchini a forma di rosa di Sailor Jupiter, Usagi ricorda Tuxedo Kamen e riprende coscienza, rimettendosi quindi in cammino verso il castello di Nehellenia. |                   |                |
| 6 (172)  | La fine dell'incubo 「愛のムーンパワー 悪夢の終わる時」 - Ai no mūn pawā akumu no owaru toki – "Potere della luna dell'amore, il momento finale degli incubi" | 4 maggio 1996     | 29 marzo 1997  |
| 6 (172)  | Sailor ChibiMoon e Sailor Saturn sono le prime ad affrontare la vera Nehellenia. Sailor Saturn cerca di utilizzare su di lei il mortale colpo Silence Glaive, surprise, ma Chibiusa glielo impedisce sapendo che la stessa Saturn morirebbe nell'intento. Ciò dà la possibilità a Nehellenia di intrappolare Sailor Saturn, mentre Chibiusa scompare definitivamente. Proprio in quel momento Usagi arriva nel castello di Nehellenia, che immediatamente si scaglia con violenza contro la ragazza. Tuttavia il potere delle sue amiche guerriere, anche se intrappolate negli specchi, permette a Usagi di trasformarsi in Eternal Sailor Moon, che utilizza il proprio potere per "purificare" Nehellenia. Nehellenia si risveglia bambina, nel proprio regno, prima che esso venisse distrutto come si era visto in Sailor Moon SuperS. Stavolta però la piccola Nehellenia decide di non affidarsi alla compagnia dello specchio. Intanto la maledizione di Mamoru si scioglie, facendo ricomparire Chibiusa, mentre tutte le guerriere si liberano dalla propria prigionia. |                   |                |
| 7 (173)  | Tre nuovi amici 「別れとの出会い！運命の星々の流転」 - Wakare to deai! Unmei no hoshiboshi no ryūten – "Una separazione ed un incontro! Il passaggio di una stella cadente del destino" | 11 maggio 1996    | 31 marzo 1997  |
| 7 (173)  | Mamoru sta per partire per gli Stati Uniti per studiare e per salutare Usagi all'aeroporto le dona un anello di fidanzamento. Contemporaneamente, nello stesso aeroporto sbarcano i Three Lights, popolare gruppo idol. Per consolare Usagi, triste per la partenza del fidanzato, Minako la porta al parco dove stanno girando un film con protagonista l'attrice Alice Izuki, ma all'improvviso, lontana dalle telecamere, questa viene attaccata da un nuovo nemico, Sailor Iron Mouse. La nemica estrae dal petto dell'attrice il suo Star Seed (seme di stella nell'adattamento italiano), che però a contatto con l'aria diventa nero, mostrando a Sailor Iron Mouse che non è quello che cerca e trasformando la vittima in un mostruoso Phage. Intervengono per sconfiggere il mostro le Sailor Starlights che rivelano a Sailor Moon come sia impossibile riportare un Automa alla sua forma umana. Tuttavia Sailor Moon riesce nell'impresa con il suo nuovo potere Starlight Honeymoon Therapy Kiss. |                   |                |
| 8 (174)  | A scuola con tre star 「学園に吹く嵐！転校生はアイドル」 - Gakuen ni fuku arashi! Tenkōsei wa aidoru – "La bufera che soffia nella scuola! Gli studenti trasferiti sono idol" | 18 maggio 1996    | 1º aprile 1997 |
| 8 (174)  | Seiya, Taiki e Yaten, il gruppo dei Three Lights, si iscrivono alla scuola di Usagi, destando grande clamore fra gli studenti, comprese Ami, Makoto e Minako. L'unica che sembra non conoscerli è proprio Usagi, cosa che attira l'attenzione di Seiya. Intanto il ragazzo si iscrive al club di football americano della scuola, dove conosce il capitano della squadra Yuji Kayama. Yuji diventa però presto vittima di Sailor Iron Mouse che constata che non è neppure lui il possessore dello Star Seed che cerca. Nella lotta contro il Phage, Eternal Sailor Moon e le sue compagne fronteggeranno per la prima volta le misteriose Sailor Starlights. |                   |                |
| 9 (175)  | Le ambizioni di Marta 「アイドルをめざせ！美奈子の野望」 - Aidoru o mezase! Minako no yabō – "Obiettivo idol! Le ambizioni di Minako" | 25 maggio 1996    | 2 aprile 1997  |
| 9 (175)  | Minako ambisce a diventare una idol, e decide che per realizzare il proprio sogno sia una buona idea diventare l'assistente personale dei già affermati Three Lights. Sul set di un servizio fotografico del gruppo, Minako conosce la fotografa Saki Itabashi, che diventa la nuova vittima designata di Sailor Iron Mouse. Sarà Eternal Sailor Moon a rimettere a posto le cose. |                   |                |
| 10 (176) | Il musical 「ファイターの正体！衝撃の超変身」 - Faitā no shōtai! Shōgeki no chō henshin – "L'identità di Fighter! La super trasformazione d'impatto" | 8 giugno 1996     | 3 aprile 1997  |
| 10 (176) | I Three Lights si stanno esercitando per un imminente spettacolo con Akane Gushiken, una severissima istruttrice di danza, che mantiene anche un secondo lavoro come suora nella scuola di Rei, dove è conosciuta come Sorella Angela. In particolar modo, Seiya sembra proprio non riuscire ad andare d'accordo con l'istruttrice, e sarà proprio lui nelle vesti di Sailor Star Fighter a doverla combattere quando sarà trasformata in un Phage da Sailor Iron Mouse. Interverranno Sailor Moon e Sailor Mars a salvare la situazione. |                   |                |
| 11 (177) | La cometa di Wataru 「星に託す夢とロマン！大気の変身」 - Hoshi ni takusu yume to roman! Taiki no henshin – "I sogni e i romanzi affidati alle stelle! La trasformazione di Taiki" | 15 giugno 1996    | 4 aprile 1997  |
| 11 (177) | Il professor Wataru Amanogawa, che è anche uno degli insegnanti di Ami, ha annunciato il passaggio di una cometa visibile dalla Terra. Ami, che è molto eccitata per la notizia, invita Taiki all'osservatorio per assistere all'evento, ma il ragazzo la delude rivelandole che è prevista pioggia e che quindi sarà impossibile vedere il passaggio della cometa. Nonostante il giorno dell'evento effettivamente piova, Ami decide comunque di andare all'osservatorio, dove Amanogawa è stato trasformato in un Phage da Sailor Iron Mouse. Colpito dalla speranza di Ami, anche Taiki va comunque all'osservatorio, in tempo per trasformarsi in Sailor Star Maker ed intervenire in battaglia in aiuto di Sailor Mercury. Eternal Sailor Moon farà tornare il professore alla normalità, mentre il cielo si schiarisce e tutti potranno vedere il passaggio della cometa. |                   |                |
| 12 (178) | Luna cambia padrone 「ルナは見た！？アイドル夜天の素顔」 - Runa wa mita!? Aidoru Yaten no sugao – "Luna lo ha visto!? Il vero volto dell'idol Yaten" | 22 giugno 1996    | 5 aprile 1997  |
| 12 (178) | I Three Lights devono partecipare allo show televisivo di Noriko Okamachi, in cui i cantanti pop parlano dei propri animali domestici, tuttavia il camaleonte che avevano ingaggiato per lo show fugge via, mettendo i tre ragazzi in crisi. Fortuitamente Yaten incontra la gatta Luna, senza sapere che è il gatto di Usagi, e decide di portarla in studio fingendo che sia la loro gattina domestica. Yaten si affeziona effettivamente a Luna, e la gatta sviluppa una cotta per il giovane. Tuttavia durante la registrazione di una puntata dello show, Noriko Okamachi viene attaccata da Sailor Iron Mouse, e saranno le guerriere Sailor e le Sailor Starlight a riportare la pace. |                   |                |
| 13 (179) | Una cuoca provetta 「敵？味方？スターライツとＳ戦士」 - Teki? Mikata? Sutāraitsu to Sērā senshi – "Nemici? Alleati? Le Starlights e le guerriere Sailor" | 29 giugno 1996    | 7 aprile 1997  |
| 13 (179) | Taiki incontra Makoto al club scolastico di giardinaggio e la invita a prendere parte ad un episodio dello show di culinaria di cui è conduttore. Usagi si offre volontaria per assistere Makoto nella cucina televisiva pur di apparire in televisione, ma durante lo show le due ragazze fanno una gran confusione. Le guerriere Sailor e le Sailor Starlights dovranno intervenire quando Sailor Iron Mouse trasforma lo chef ospite dello show Tetsurou Yoshinogawa in un Phage. In conclusione dell'episodio il serioso Taiki rivela alle ragazze che è la prima volta che qualcuno lo fa ridere così tanto. |                   |                |
| 14 (180) | Il concerto 「呼び合う星の輝き！はるか達参戦」 - Yobiau hoshi no kagayaki! Haruka-tachi sansen – "Lo scintillio delle stelle che richiama gli altri! La partecipazione di Haruka e Michiru" | 13 luglio 1996    | 8 aprile 1997  |
| 14 (180) | I Three Lights tengono un concerto coadiuvati dal violino di Michiru e da Albert pon Garajan direttore della New Tokyo Orchestra. Usagi e le altre ottengono i biglietti per partecipare all'evento proprio da Michiru, ma Usagi finisce per sbagliare autobus ed arrivare a concerto finito. Haruka diventa gelosa di Seiya che vede flirtare con Michiru, e la affronta, percependo in lui un potere particolare (dovuto alla sua vera natura di guerriera Sailor). Sailor Iron Mouse trasforma Albert pon Garajan in un Phage, con cui dovranno vedersela Sailor Moon, Sailor Uranus, Sailor Neptune e le Sailor Starlights. |                   |                |
| 15 (181) | Una giornata insieme 「セイヤとうさぎのドキドキデート」 - Seiya to Usagi no dokidoki dēto – "L'appuntamento da batticuore di Usagi e Seiya" | 20 luglio 1996    | 9 aprile 1997  |
| 15 (181) | Seiya invita Usagi ad appuntamento romantico, anche se la ragazza accetta in buona fede. I due ragazzi passano la giornata ad un parco di divertimenti per poi andare a ballare (cosa che mette un po' a disagio Usagi). Sailor Iron Mouse attacca Seiya per estrarre il suo Star Seed, che è quindi costretto a trasformarsi in Sailor Star Fighter. Usagi, che si era allontanata per trasformarsi in Sailor Moon, non trova più Seiya e chiede alle Sailor Starlights se sanno dove sia il ragazzo. Sailor Iron Mouse avendo visto la trasformazione di Seiya, minaccia di svelare la sua identità segreta, ma prima che possa farlo compare Sailor Galaxia, che stanca dei suoi continui fallimenti rimuove i suoi braccialetti, causandone la morte. |                   |                |
| 16 (182) | Arriva Chibi Chibi 「宇宙からの侵略！セイレーン飛来」 - Uchū kara no shinryaku! Seirēn hirai – "L'invasione dallo spazio! Siren viene volando" | 3 agosto 1996     | 10 aprile 1997 |
| 16 (182) | Il ruolo di Sailor Iron Mouse viene preso dalle due nuove guerriere Sailor Aluminium Siren e Sailor Lead Crow. Intanto Usagi incontra una bambina piccola che non fa altro che ripetere la parola "chibi", che successivamente rivedrà nella propria casa. Ikuko, la mamma di Usagi, si meraviglia dello stupore di Usagi, dato che a suo dire ChibiChibi è la sorellina di Usagi. Setsuna, interpellata da Usagi e le altre ragazze, non riesce a dare una risposta su chi sia in realtà ChibiChibi, dato che nel futuro Neo Queen Serenity avrà una sola figlia, Chibiusa. Ma una nuova minaccia incombe: Sailor Aluminium Siren ha trasformato il capo della polizia locale in un Phage, e Sailor Moon e Sailor Pluto dovranno affrontarlo. |                   |                |
| 17 (183) | Vacanze al lago 「死霊の叫び！？恐怖キャンプの怪人」 - Shiryō no sakebi!? Kyōfu kyanpu no kaijin – "L'urlo di uno spirito morto? Lo spaventoso mostro del campeggio" | 10 agosto 1996    | 11 aprile 1997 |
| 17 (183) | Sailor Aluminium Siren attacca lo scultore Kengo Ibuki, trasformandolo in un Phage, che inizia a seminare il panico in un vicino campeggio. Usagi e le altre si stanno recando proprio in cui quel campeggio, dove Rei rivela abitare un suo cugino, che è proprio Kengo Ibuki. Sul posto si trovano anche i Three Lights, che stanno girando un film horror. Le guerriere Sailor si troveranno a combattere contro il mostro ignoto (è uno dei pochissimi casi in cui un umano si trasforma in un Phage lontano dagli occhi delle guerriere Sailor), ma Rei riconosce dal modo di fare della creatura che si tratta di suo cugino. Sailor Moon risolverà la situazione. |                   |                |
| 18 (184) | Una serata con Seiya 「ふたりきりの夜！うさぎのピンチ」 - Futarikiri no yoru! Usagi no pinchi – "Una notte solo per due! Il tormento di Usagi" | 17 agosto 1996    | 12 aprile 1997 |
| 18 (184) | Usagi si appresta a passare una notte sola a casa, a causa della mancanza dei suoi genitori, e Seiya si offre di dormire da lei per proteggerla. Approfittando della solitudine, Seiya vorrebbe rivelare la propria identità di guerriera Sailor a Usagi, ma viene continuamente interrotto prima da ChibiChibi, poi dall'arrivo delle altre ragazze insieme ad Haruka e Michiru, ed infine da Taiki e Yaten. Alla fine arriva in casa di Usagi anche il giornalista Jun Godai, che però viene attaccato da Sailor Aluminium Siren e Sailor Lead Crow, e trasformato in un Phage. Nello spazio angusto della sala da pranzo di Usagi, le guerriere Sailor dovranno affrontare la battaglia, creando una gran confusione. |                   |                |
| 19 (185) | La piccola Mina 「大気絶唱！信じる心を歌にこめて」 - Taiki zesshō! Shinjiru kokoro o uta ni komete – "Taiki canta! Metti nella canzone un cuore che crede" | 31 agosto 1996    | 14 aprile 1997 |
| 19 (185) | La piccola Misa (Mina nell'adattamento italiano) è costretta a letto nell'ospedale in cui lavora la madre di Ami, a causa di un male quasi incurabile. Sapendo che la bambina è una fan dei Three Lights, Ami e Usagi decidono di portare Taiki all'ospedale in visita per farle una sorpresa. La bambina regala a Taiki un disegno fatto da lei, in cui è rappresentata la misteriosa principessa che le Sailor Starlights stanno cercando. Dall'America giunge il Dottor Gia, unico in grado di operare il male di Misa, ma viene intercettato da Sailor Aluminium Siren e Sailor Lead Crow che lo trasformano in un Phage. L'intervento di Sailor Moon, Sailor Mercury e le Sailor Starlights rimette a posto le cose, permettendo al dottore di operare e guarire la piccola Misa. |                   |                |
| 20 (186) | Dolci a volontà 「ちびちびの謎！？おさわがせ大追跡」 - ChibiChibi no nazo!? Osawagase daitsuiseki – "Il mistero intorno ChibiChibi!? Il problematico passatempo" | 7 settembre 1996  | 15 aprile 1997 |
| 20 (186) | Ogni giorno ChibiChibi torna a casa con dolcetti e caramelle di cui tutti ignorano la provenienza. Decise a scoprire dove la bimba si procuri i dolciumi, Usagi e le sue amiche decidono di seguirla. Si scopre che quotidianamente ChibiChibi va in visita del ricco e stravagante Jotaro Kiriyama, collezionista d'antiquariato che ha preso in simpatia ChibiChibi. L'uomo è però stato preso di mira da Aluminium Siren e Lead Crow che lo trasformano in un Phage. Eternal Sailor Moon dovrà vedersela con il bizzarro Phage e farlo tornare normale. Usagi si rende conto di quanto lei e ChibiChibi si somiglino. |                   |                |
| 21 (187) | La grande partita 「輝く星のパワー！ちびちびの変身」 - Kagayaku hoshi no pawā! ChibiChibi no henshin – "Il potere delle scintillanti stelle! La trasformazione di ChibiChibi" | 14 settembre 1996 | 16 aprile 1997 |
| 21 (187) | Sonoko Ijuuin, membro fondatore del fan club dei Three Lights si rende conto di quanto Usagi sia nelle grazie di Seiya, ed indispettita da ciò, la sfida ad una partita di softball, mettendo in palio la frequentazione con Seiya. Lo stesso Seiya si preoccupa di allenare Usagi. La partita ha inizio con il commento di Rei e Minako, ma prima della fine della partita Sailor Lead Crow attacca Sonoko. Usagi si trasforma in Eternal Sailor Moon per salvarla, ma viene vista da Sailor Aluminium Siren, che oltretutto si rende conto che la ragazza possiede il Star Seed che stanno cercando, e la attacca. In suo aiuto interviene ChibiChibi, anche lei trasformata in una guerriera Sailor, che potenzia Sailor Moon donandole un nuovo potere, Silver Moon Crystal Power Kiss. Sailor Moon fa tornare il Phage alla normalità, ed infine riesce persino a vincere la partita di softball. |                   |                |
| 22 (188) | Pericolo ad alta quota 「恐怖への招待！うさぎの夜間飛行」 - Kyōfu e no shōtai! Usagi no yakan hikō – "Un invito alla paura! Il volo notturno di Usagi" | 12 ottobre 1996   | 17 aprile 1997 |
| 22 (188) | Ami, Rei, Makoto e Minako sono riuscite ad ottenere i biglietti per assistere ad un esclusivo concerto dei Three Lights che si terrà a bordo di un jet privato. Usagi, gelosa ed offesa, trova una lettere le lei indirizzata a Eternal Sailor Moon da parte di Sailor Aluminium Siren e capisce che il concerto sul jet è in realtà una trappola. Usagi riesce ad imbarcarsi sul volo, dove effettivamente Sailor Aluminium Siren si palesa ed attacca tutti. Le guerriere Sailor e le Sailor Starlights sono quindi costrette a trasformarsi le une di fronte alle altre, rivelando reciprocamente le proprie identità segrete. Il gruppo riesce a sconfiggere Sailor Aluminium Siren, che tornata al quartier generale viene definitivamente eliminata da Sailor Galaxia, prima di essere in grado di rivelare ciò che ha scoperto. |                   |                |
| 23 (189) | Rea la veggente 「使命と友情の間！Ｓ戦士達の対立」 - Shimei to yūjō no hazama! Sērā senshi-tachi no tairitsu – "Tra missione e amicizia! Il confronto delle guerriere Sailor" | 19 ottobre 1996   | 18 aprile 1997 |
| 23 (189) | Usagi sta soffrendo perché i rapporti fra le sue amiche e i Three Lights si sono raffreddati dopo che si sono scoperte le rispettive identità segrete. Anche Seiya non ha preso bene la cosa, mentre Taiki e Yaten lo obbligano a stare lontano da Usagi. Intanto Sailor Lead Crow, a cui è stata affiancata una nuova collega, Sailor Tin Nyanko, attaccano il noto DJ Jack e lo trasforma in un Phage. Sailor Moon lo sconfigge rapidamente, ma è attaccata a sua volta da Sailor Tin Nyanko che le scaglia addosso la sua arma. A prendere il colpo è però Seiya, intervenuto per proteggere Sailor Moon. Sailor Star Healer e Sailor Star Maker recuperano Seiya ed accusano le guerriere Sailor di essere colpevoli delle ferite inflitte al ragazzo. |                   |                |
| 24 (190) | È la fine di un'amicizia? 「明かされた真実！セイヤ達の過去」 - Akasareta shinjitsu! Seiya-tachi no kako – "La verità rivelata! Il passato di Seiya e gli altri" | 26 ottobre 1996   | 19 aprile 1997 |
| 24 (190) | Sailor Uranus, Sailor Neptune, Sailor Pluto e le Sailor Starlights rivelano le rispettive identità segrete, e si intimano di combattere separatamente le une dalle altre. Anche Seiya è costretto a promettere di non cercare mai più Usagi. Ciò nonostante Usagi cerca di mettersi in contatto con lui, nonostante l'opposizione delle sue amiche. Seiya invita segretamente Usagi ad un imminente concerto dei Three Lights, dove tramite la sua musica le rivela il passato delle Sailor Star Lights. Usagi scopre così che Galaxia ha distrutto la loro stella madre, oltre che molti altri pianeti. La loro principessa riuscì a fuggire dalla distruzione. Le Sailor Star Lights la seguirono, ed adesso sono alla loro ricerca grazie alla loro musica. Seiya ancora non del tutto ripreso dalle ferite, sviene alla fine del concerto, mentre Takeo Shiro, il loro manager, viene trasformato in un Phage. Dopo la battaglia, le Sailor Star Lights e le guerriere Sailor si affrontano nuovamente. |                   |                |
| 25 (191) | Quando volano le farfalle 「光の蝶が舞う時！新しい波の予感」 - Hikari no chō ga mau toki! Atarashī nami no yokan – "Quando la farfalla danza alla luce! La premonizione di una nuova onda" | 9 novembre 1996   | 21 aprile 1997 |
| 25 (191) | Ami, Rei, Makoto e Minako partecipano ad un torneo di videogiochi presentato da Taiki e dalla idol Reiko Kanagawa. L'obiettivo delle ragazze è riuscire ad avvicinare Taiki e parlare con lui della situazione fra Seiya e Usagi. Delle quattro ragazze però soltanto Ami riesce a procedere nel torneo fino ad arrivare alla vittoria. A complicare le cose è però l'entrata in scena di Sailor Lead Crow che attacca Reiko e la trasforma in un Phage. L'intervento di Sailor Moon e delle guerriere Sailor riportano la pace. I Three Lights intanto avvertono la presenza della loro principessa provenire da ChibiChibi. |                   |                |
| 26 (192) | Il sogno di Marta 「夢一直線！アイドル美奈子誕生！？」 - Yume itchokusen! Aidoru Minako tanjō!? – "Inseguendo un sogno! L'idol Minako è nata!?" | 16 novembre 1996  | 22 aprile 1997 |
| 26 (192) | Minako partecipa ad un concorso per idol, nella cui giura è presente Yaten, oltre che il musicista Takuya Moroboshi. La ragazza riesce ad arrivare sino alle finali, incoraggiata da tutti i suoi amici, che le continuano a dire di non dimenticare i suoi veri sogni. Tuttavia durante una pausa del concorso, Moroboshi è attaccato da Sailor Tin Nyanko. Dopo che Sailor Moon e le guerriere Sailor avranno rimesso a posto le cose, il concorso può andare avanti. Minako però decide di non partecipare alla finale, perché per il momento per lei la cosa pi importante è adempiere la sua missione di guerriera. |                   |                |
| 27 (193) | La festa della scuola 「うばわれた銀水晶！火球皇女出現」 - Ubawareta Ginzuishō! Kakyū purinsesu shutsugen – "Il Cristallo d'Argento rubato! Appare la principessa Kakyuu" | 30 novembre 1996  | 23 aprile 1997 |
| 27 (193) | Nella scuola di Usagi fervono i preparativi per il festival della cultura, e la ragazza ha invitato Seiya a vedere il "maid café" organizzato dalla sua classe. L'atmosfera idilliaca termina quando Taiki e Yaten scoprono che ChibiChibi porta con se l'incensiere della loro principessa, ed inizia un duro confronto con le guerriere Sailor. Sailor Lead Crow intanto ha scoperto tramite gli appunti di Sailor Aluminium Siren la vera identità di Sailor Moon, e quindi affronta Usagi, minacciando di far risucchiare la scuola e tutti coloro che sono al suo interno in un buco nero se lei non le consegno il suo Star Seed. Ma prima che Usagi possa effettivamente fare qualcosa, Sailor Tin Nyanko attacca Sailor Lead Crow che finisce per essere risucchiata essa stessa nel buco nero, scomparendo definitivamente. Anche Usagi e ChibiChibi finiscono inghiottite nel buco nero, ma una intensa energia fuoriesce dall'incensiere di ChibiChibi distruggendo il buco nero e permettendo alle due di salvarsi: è l'energia della principessa a lungo cercata dalle Sailor Starlights, che finalmente si mostra loro. |                   |                |
| 28 (194) | La principessa 「銀河の聖戦 セーラーウォーズ伝説」 - Ginga no seisen Sērā Wōzu densetsu – "La battaglia santa nella galassia. La leggenda delle Sailor Wars" | 7 dicembre 1996   | 24 aprile 1997 |
| 28 (194) | Princess Kakyuu rivela di essere arrivata sul pianeta Terra alla disperata ricerca del "Raggio della Speranza", l'unica possibilità che ha l'universo per fermare la furia distruttrice di Sailor Galaxia. Per farlo la principessa richiede l'aiuto di Sailor Moon. Usagi, nel frattempo, tenta in tutti i modi di contattare Mamoru, che da quando è partito in America non si è mai fatto sentire, mentre Ami, Rei, Makoto, Minako, Haruka e Michiru vegliano su di lei giorno e notte per evitare che il nemico possa nuovamente attaccarla. Ciò nonostante, Sailor Tin Nyanko, travestita da sua compagna di scuola, riesce ad approfittare di un momento di solitudine della ragazza per attaccarla. Sailor Moon usa il suo potere su di lei, distruggendo uno dei due braccialetti che le Sailor Animamates (Veneranti nell'edizione italiana) hanno ai polsi, ripristinando parzialmente la sua coscienza di guerriera Sailor. Sul finale, Usagi confida a Seiya quanto si senta debole e sola senza Mamoru. |                   |                |
| 29 (195) | I Three Lights si sciolgono 「火球皇女消滅！ギャラクシア降臨」 - Kakyū purinsesu shōmetsu! Gyarakushia kōrin – "La principessa Kakyuu annientata! Galaxia discende" | 14 dicembre 1996  | 25 aprile 1997 |
| 29 (195) | Dato che ormai hanno trovato Princess Kakyuu e continuare ad esibirsi sarebbe inutile, i Three Lights annunciano il proprio scioglimento e decidono di tenere un ultimo concerto di addio. Rei scopre da Usagi come i suoi tentativi di contattare Mamoru non abbiano mai avuto risposta, ed insieme alle altre ragazze iniziano ad indagare, scoprendo che Mamoru non è mai arrivato in America. Usagi si confronta con Seiya, mettendo finalmente in chiaro il fatto che lei non ricambia i suoi sentimenti, essendo innamorata di Mamoru. Al fine i Three Lights si esibiscono nel loro ultimo concerto, ma durante l'esibizione Sailor Tin Nyanko irrompe sul palco ed attacca, scatenando il panico. Prima che Sailor Moon possa intervenire però compare Galaxia che per prima cosa uccide Sailor Tin Nyanko, e poi attacca la principessa, privandola del suo Star Seed e quindi uccidendola. La città inizia ad essere bombardata dal potere malvagio di Galaxia. |                   |                |
| 30 (196) | I semi di stella 「銀河滅びる時！Ｓ戦士最後の戦い」 - Ginga horobiru toki! Sērā senshi saigo no tatakai – "Quando la galassia muore! La battaglia finale delle guerriere Sailor" | 11 gennaio 1997   | 26 aprile 1997 |
| 30 (196) | Galaxia inizia il suo piano di distruzione del pianeta, partendo con il risucchiare gli Star Seed di tutti gli abitanti della Terra. Le Sailor Star Lights, disperate dalla morte della principessa, non possono fare altro che cercare vendetta e si recano presso gli studi di Ginga TV, quartier generale di Galaxia, dove affrontano la malvagia guerriera ma hanno immediatamente la peggio. In loro aiuto giungono Sailor Moon e le altre guerriere, teletrasportate sul luogo dal misterioso potere di ChibiChibi. Per evitare che Galaxia si impossessi dello Star Seed delle Star Lights, Sailor Mercury, Sailor Mars, Sailor Jupiter e Sailor Venus sacrificano la loro stessa vita, lasciando Sailor Moon nella disperazione. Galaxia ripone gli Star Seed delle quattro guerriere appena uccise all'interno della propria "collezione", e fra gli altri Star Seed, Sailor Moon riconosce quello di Mamoru. |                   |                |
| 31 (197) | Quando la luna non splende 「銀河の支配者 ギャラクシアの脅威」 - Ginga no shihaisha Gyarakushia no kyōi – "Il sovrano della galassia, la minaccia di Galaxia" | 18 gennaio 1997   | 28 aprile 1997 |
| 31 (197) | Galaxia racconta a Eternal Sailor Moon di come abbia preso lo Star Seed di Mamoru, intercettando l'aereo sul quale il ragazzo volava verso l'America. Quando Galaxia sta per rubare anche lo Star Seed di Sailor Moon, il potere di ChibiChibi ricompare e teletrasporta Sailor Moon e le Sailor Star Lights al sicuro. Qui ritrovano Sailor Uranus, Sailor Neptune, Sailor Pluto e Sailor Saturn, che decidono di affrontare Galaxia, mentre Sailor Moon recupera le forze. Dopo averle duramente messe alla prova, Galaxia propone alle quattro guerriere del sistema solare esterno di schierarsi dalla sua parte e tradire Sailor Moon. Uranus e Neptune accettano e come prova di fedeltà rubano lo Star Seed di Pluto e Saturn, uccidendole. |                   |                |
| 32 (198) | La guerriera leggendaria 「消えゆく星々！ウラヌス達の最期」 - Kieyuku hoshiboshi! Uranusu-tachi no saigo – "Stelle che scompaiono! La fine di Uranus e Neptune" | 25 gennaio 1997   | 29 aprile 1997 |
| 32 (198) | Eternal Sailor Moon e le Sailor Starlights devono affrontare Sailor Uranus e Sailor Neptune per salvare la propria vita, ma finiscono per avere la peggio. Quando però Galaxia ordina alle due guerriere di rubare il loro Star Seed, le due si rivoltano verso Galaxia e la attaccano tentando di estrarre il suo Star Seed. Il piano di Uranus e Neptune era fingersi sue alleate e attaccarla al momento opportuno. Il piano tuttavia fallisce, perché viene rivelato che Galaxia non ha alcuno Star Seed. Constatato il tradimento, Galaxia rimuove i bracciali di Uranus e Neptune, uccidendole. Dopo che le Sailor Star Lights hanno incoraggiato Sailor Moon a continuare a combattere, Galaxia rivela loro di essere la leggendaria guerriera Sailor che in passato affrontò Chaos, e che non potendolo sconfiggere lo sigillò all'interno di se stessa, venendone poi consumata. |                   |                |
| 33 (199) | Il raggio di speranza 「希望の光！銀河をかけた最終決戦」 - Kibō no hikari! Ginga o kaketa saishū kessen – "Luce della speranza! L'ultima battaglia per la galassia" | 1º febbraio 1997  | 30 aprile 1997 |
| 33 (199) | Le Sailor Starlights tentano un ultimo disperato attacco contro Galaxia che per un attimo sembra vacillare ma poi ha la meglio sulle tre guerriere, riducendole in fin di vita. Eternal Sailor Moon, rimasta da sola con ChibiChibi, è convinta che sia ancora possibile risvegliare in Galaxia la sua coscienza di guerriera Sailor, e tenta di purificarla con il proprio potere. Tuttavia Sailor Galaxia riesce a distruggere lo scettro dei petali di stelle, distruggendo anche lo Star Seed e quasi uccidendola. A quel punto ChibiChibi rivela essere il Raggio della Speranza. |                   |                |
| 34 (200) | Sailor Moon e il trionfo delle stelle 「うさぎの愛！月光銀河を照らす」 - Usagi no ai! Gekkō ginga o terasu – "L'amore di Usagi! La luce lunare illumina la galassia" | 8 febbraio 1997   | 1º maggio 1997 |
| 34 (200) | ChibiChibi ripristina lo Star Seed di Eternal Sailor Moon, ridandole la vita. Inoltre si trasforma nella spada del sigillo, un'arma potentissima in grado di annientare il male, e prega Sailor Moon di sconfiggere Galaxia. Sailor Moon che ha assunto l'aspetto di Princess Serenity si rifiuta di rivolgere l'arma verso la sua nemica, convinta che dentro Galaxia esista ancora una parte buona. Tuttavia Galaxia, ormai completamente corrotta dal potere di Chaos e trasformata in una specie di demone, approfitta dell'esitazione di Sailor Moon per distruggerle la spada, annientando il Raggio della Speranza. A questo punto Sailor Moon sprigiona completamente il potere del Cristallo d'Argento su Galaxia andandole incontro e prendendola per mano. All'interno di Galaxia la sua coscienza di guerriera Sailor sopita si risveglia, e la purifica del tutto dal potere di Chaos. Finita la battaglia, Galaxia, tornata al suo aspetto di guerriera, ringrazia Serenity e va via, guidando tutti gli Star Seed al loro posto. Tutte le guerriere Sailor scomparse, Tuxedo Kamen e ChibiChibi ricompaiono intorno a Usagi, ed anche Princess Kakyuu riappare davanti agli occhi increduli delle Sailor Starlights. L'episodio si conclude con la partenza della principessa Kakyuu e delle Sailor Starlights verso il loro pianeta di origine, ed infine con un romantico bacio fra Usagi e Mamoru davanti ad un'enorme luna piena. |                   |                |